# Alpine A524
Der Alpine A524 ist der Formel-1-Rennwagen von Alpine für die Formel-1-Weltmeisterschaft 2024. Es ist das vierte Formel-1-Auto, das Alpine seit der Umbenennung von Renault einsetzt. Der A524 wurde von Pierre Gasly und Esteban Ocon gefahren, der in seiner letzten Saison für das Team ist.

## Technik und Entwicklung
Wie alle Formel-1-Fahrzeuge des Jahres 2024 ist der Alpine A524 ein hinterradangetriebener Monoposto mit einem Monocoque aus kohlenstofffaserverstärktem Kunststoff (CFK). Außer dem Monocoque bestehen auch viele weitere Teile des Fahrzeugs, darunter die Karosserieteile und das Lenkrad, aus CFK. Auch die Bremsscheiben sind aus einem mit Kohlenstofffasern verstärkten Verbundwerkstoff.
Der Alpine A524 ist das Nachfolgemodell des Alpine A523.
Angetrieben wird der Alpine A524 von einem 1,6-Liter-V6-Motor von Renault in der Fahrzeugmitte mit Turbolader sowie einem 120 kW starken Elektromotor; es ist also ein Hybridelektrokraftfahrzeug. Die Kraft überträgt ein sequentielles, mit Schaltwippen betätigtes Achtganggetriebe. Das Fahrzeug hat nur zwei Pedale, ein Gaspedal (rechts) und ein Bremspedal (links). Genau wie viele andere Funktionen wird die Kupplung, die nur beim Anfahren aus dem Stand gebraucht wird, über einen Hebel am Lenkrad bedient.
Das Fahrzeug ist 2000 mm breit, 970 mm hoch und mehr als 5000 mm lang. Das Gewicht beträgt einschließlich Fahrer 798 kg. Der Wagen hat 305 mm breite Vorderreifen und 405 mm breite Hinterreifen des Einheitslieferanten Pirelli auf 18-Zoll-Rädern.
Der Alpine A524 verfügt, wie alle Formel-1-Fahrzeuge seit 2011, über ein Drag Reduction System (DRS), das durch Flachstellen eines Teils des Heckflügels den Luftwiderstand des Fahrzeugs auf den Geraden verringert, wenn es eingesetzt werden darf. Auch das DRS wird mit einem Schalter am Lenkrad des Wagens aktiviert.
Der Alpine A524 ist mit dem Halo-System ausgestattet, das einen zusätzlichen Schutz für den Kopf des Fahrers bietet.

## Geschichte
Alpine stellte das Auto am 7. Februar 2024 bei einer Einführungsveranstaltung in ihrem Werk in Enstone zusammen mit dem Sportprototyp-Rennwagen Alpine A424 vor. Die Lackierung war größtenteils aus reinem Kohlenstofffaser gefertigt, mit blauen und rosa Streifen auf dem gesamten Wagen. In Zusammenarbeit mit dem Titelsponsor BWT wurden zwei Lackierungen herausgebracht, eine traditionelle blaue und eine rosa. Ursprünglich hatte es nur wenig Farbe, aber ab den Tests vor der Saison wurde ein blauer Pfeil über dem vorderen Nasenkegel angebracht. Die rosa Lackierung blieb unverändert.
Der A524 hatte seinen ersten Renneinsatz beim Großen Preis von Bahrain. Schwächen des Wagens wurden in Form von mangelnder Traktion, geringem Abtrieb sowie einem um 11 Kilogramm höheren Gewicht als das Mindestgewicht von 798 Kilogramm festgestellt. Das zusätzliche Gewicht resultierte aus Verstärkungen des Monocoques, das zuvor den seitlichen Belastungstest nicht bestanden hatte. Beim Großen Preis von China erschien ein leichteres Chassis.

## Saisonverlauf
Die Leistung des Alpine A524 auf der Strecke im Vergleich zu früheren Autos wurde beim Großen Preis von Bahrain sofort als mangelhaft eingestuft, sodass er während der Qualifikation die letzten beiden Startplätze belegte und hinter Valtteri Bottas, der einen langsamen Boxenstopp hatte, und Logan Sargeant auf den Plätzen 17 und 18 landete. Alpines Probleme setzten sich beim Großen Preis von Saudi-Arabien fort, wo beide Fahrer erneut in Q1 ausschieden. Ocon qualifizierte sich auf Platz 17, Gasly auf Platz 18. Im Rennen schied Gasly bereits nach der Einführungsrunde aufgrund eines Getriebeproblems aus, während Ocon als 13. ins Ziel kam.
Beim Großen Preis von Australien schaffte es Ocon in Q2, konnte sich aber nur als 15. qualifizieren, und Gasly schied in Q1 erneut als 17. aus. Gasly kam als Dreizehnter ins Ziel und Ocon als Sechzehnter – als Letzter auf der Strecke, nachdem George Russell ausschied und Gasly eine Zeitstrafe von fünf Sekunden für das Überfahren der Boxenausfahrtlinie erhielt.
Beim Großen Preis von Japan qualifizierte sich Ocon erneut als Fünfzehnter und Gasly als Siebzehnter, wobei beide Fahrer als Fünfzehnter bzw. Sechzehnter ins Ziel kamen.

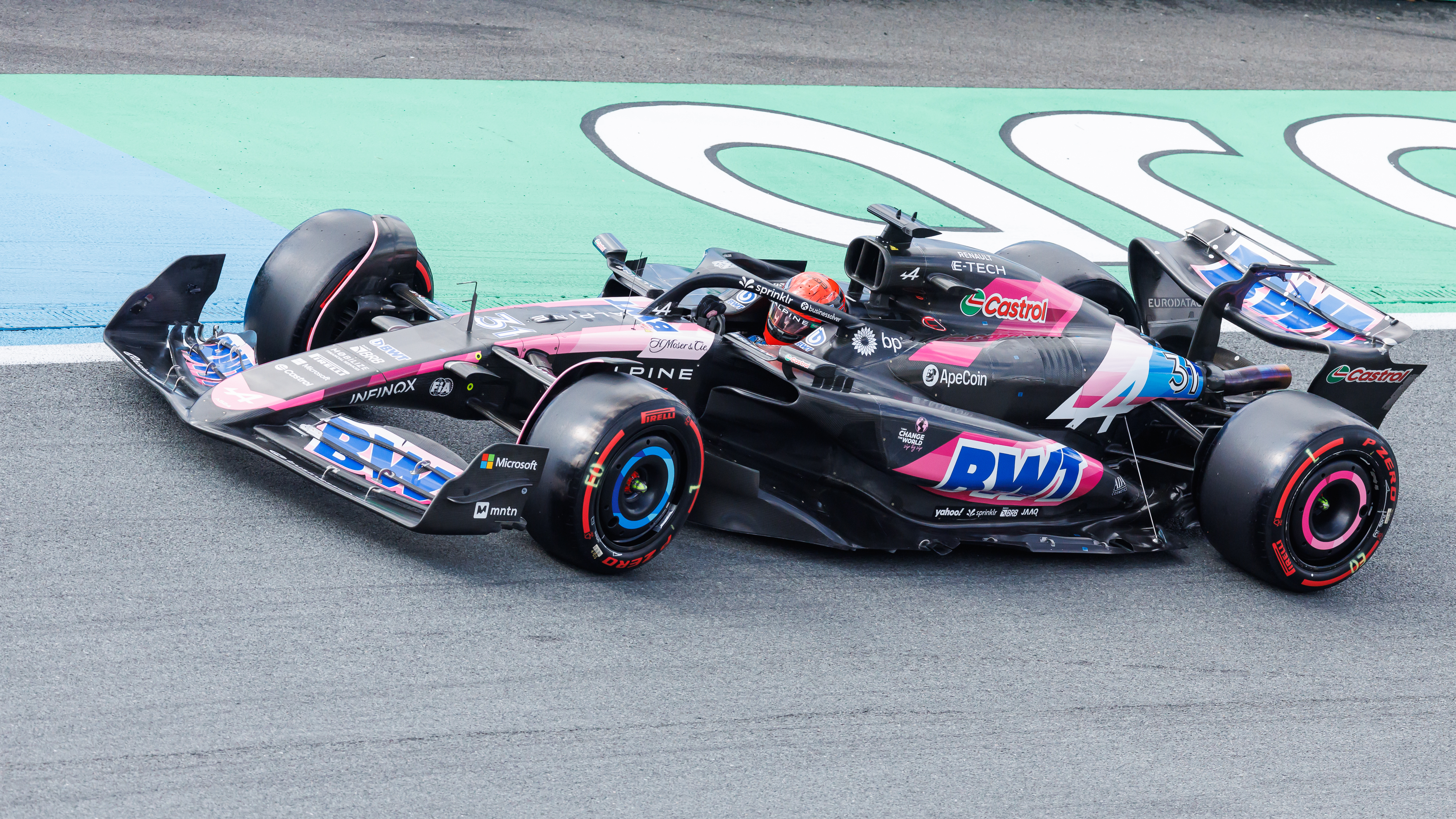
Ocon beim Großen Preis der Niederlande

Beim ersten Sprintwochenende des Großen Preis von China qualifizierten sich Gasly und Ocon auf den Plätzen 16 und 17. Im Sprintrennen erreichte Ocon Platz 13, während Gasly als 15. ins Ziel kam. In der Qualifikation für das Hauptrennen schafften es beide Alpine-Fahrer ins Q2. Ocon startete von Position 13 und beendete das Rennen als Elfter, während Gasly von Platz 15 ins Rennen ging und schließlich den 13. Platz belegte.
Beim Sprint-Qualifying für den Großen Preis von Miami qualifizierten sich Gasly und Ocon auf den Plätzen 13 und 16. Im Sprint belegte Ocon den 15. Platz, während Gasly als Neunter ins Ziel kam – die bis dahin beste Rennplatzierung für Alpine in dieser Saison. In der Qualifikation für das Hauptrennen schafften es beide Fahrer ins Q2. Gasly startete von Platz 12 und beendete das Rennen ebenfalls auf den 12. Platz. Ocon ging von Position 13 ins Rennen und erreichte den 10. Platz, womit er die ersten Punkte der Saison für Alpine einfuhr.

## Sponsoring und Lackierung
Alpine nahm in rosa Lackierung in Bahrain, Saudi-Arabien, Australien, Spanien, Österreich, Niederlande, Aserbaidschan und São Paulo teil.
Beim Großen Preis von Belgien fuhr Alpine mit einer Deadpool Lackierung, um für den Film „Deadpool & Wolverine“ zu werben. Beim Großen Preis der USA präsentierte sich das Team mit einer Indiana-Jones-Lackierung, um für das Spiel Indiana Jones und der Große Kreis zu werben.
Auf den Seitenkästen, dem Frontflügel sowie Heckflügel wirbt weiterhin BWT als Hauptsponsor auf dem Fahrzeug. Weitere Sponsoren sind Binance, BP, Castrol, Microsoft, Pirelli und Sprinklr.

## Ergebnisse
| Fahrer                          | Nr.                             | 1  | 2   | 3  | 4  | 5  | 6  | 7  | 8   | 9  | 10 | 11 | 12  | 13  | 14 | 15 | 16 | 17 | 18 | 19 | 20 | 21 | 22  | 23  | 24 | Punkte | Rang |
| ------------------------------- | ------------------------------- | -- | --- | -- | -- | -- | -- | -- | --- | -- | -- | -- | --- | --- | -- | -- | -- | -- | -- | -- | -- | -- | --- | --- | -- | ------ | ---- |
| Formel-1-Weltmeisterschaft 2024 | Formel-1-Weltmeisterschaft 2024 |    |     |    |    |    |    |    |     |    |    |    |     |     |    |    |    |    |    |    |    |    |     |     |    | 65     | 6.   |
| Pierre Gasly                    | 10                              | 18 | DNF | 13 | 16 | 13 | 12 | 16 | 10  | 9  | 9  | 10 | DNS | DNF | 13 | 9  | 15 | 12 | 17 | 12 | 10 | 3  | DNF | 5   | 7  | 65     | 6.   |
| Esteban Ocon                    | 31                              | 17 | 13  | 16 | 15 | 11 | 10 | 14 | DNF | 10 | 10 | 12 | 16  | 18  | 9  | 16 | 14 | 15 | 13 | 18 | 13 | 2  | 17  | DNF |    | 65     | 6.   |
| Jack Doohan                     | 61                              |    |     |    |    |    |    |    |     |    |    |    |     |     |    |    |    |    |    |    |    |    |     |     | 15 | 65     | 6.   |

| Legende  | Legende            | Legende                                                          |
| Farbe    | Abkürzung          | Bedeutung                                                        |
| -------- | ------------------ | ---------------------------------------------------------------- |
| Gold     | –                  | Sieg                                                             |
| Silber   | –                  | 2. Platz                                                         |
| Bronze   | –                  | 3. Platz                                                         |
| Grün     | –                  | Platzierung in den Punkten                                       |
| Blau     | –                  | Klassifiziert außerhalb der Punkteränge                          |
| Violett  | DNF                | Rennen nicht beendet (did not finish)                            |
| Violett  | NC                 | nicht klassifiziert (not classified)                             |
| Rot      | DNQ                | nicht qualifiziert (did not qualify)                             |
| Rot      | DNPQ               | in Vorqualifikation gescheitert (did not pre-qualify)            |
| Schwarz  | DSQ                | disqualifiziert (disqualified)                                   |
| Weiß     | DNS                | nicht am Start (did not start)                                   |
| Weiß     | WD                 | zurückgezogen (withdrawn)                                        |
| Hellblau | PO                 | nur am Training teilgenommen (practiced only)                    |
| Hellblau | TD                 | Freitags-Testfahrer (test driver)                                |
| ohne     | DNP                | nicht am Training teilgenommen (did not practice)                |
| ohne     | INJ                | verletzt oder krank (injured)                                    |
| ohne     | EX                 | ausgeschlossen (excluded)                                        |
| ohne     | DNA                | nicht erschienen (did not arrive)                                |
| ohne     | C                  | Rennen abgesagt (cancelled)                                      |
| ohne     | keine WM-Teilnahme |                                                                  |
| sonstige | P/fett             | Pole-Position                                                    |
| sonstige | 1/2/3/4/5/6/7/8    | Punktplatzierung im Sprint-/Qualifikationsrennen                 |
| sonstige | SR/kursiv          | Schnellste Rennrunde                                             |
| sonstige | *                  | nicht im Ziel, aufgrund der zurückgelegten Distanz aber gewertet |
| sonstige | ()                 | Streichresultate                                                 |
| sonstige | unterstrichen      | Führender in der Gesamtwertung                                   |

### Detaillierte Darstellung inkl. Sprintrennen (SPR) und Hauptrennen (HAU)
| Pos                             | Fahrer    | Nr. | 1   | 2   | 3   | 4   | 5   | 5   | 6   | 6   | 7   | 8   | 9  | 10 | 11 | 11 | 12  | 13  | 14 | 15 | 16 | 17 | 18 | 19 | 19 | 20 | 21 | 21 | 22  | 23 | 23  | 24 | Punkte |
| ------------------------------- | --------- | --- | --- | --- | --- | --- | --- | --- | --- | --- | --- | --- | -- | -- | -- | -- | --- | --- | -- | -- | -- | -- | -- | -- | -- | -- | -- | -- | --- | -- | --- | -- | ------ |
| Formel-1 Weltmeisterschaft 2024 |           |     |     |     |     |     |     |     |     |     |     |     |    |    |    |    |     |     |    |    |    |    |    |    |    |    |    |    |     |    |     |    |        |
| SPR                             | HAU       | SPR | HAU | SPR | HAU | SPR | HAU | SPR | HAU | SPR | HAU |     |    |    |    |    |     |     |    |    |    |    |    |    |    |    |    |    |     |    |     |    |        |
| 10.                             | P. Gasly  | 10  | 18  | DNF | 13  | 16  | 15  | 13  | 9   | 12  | 16  | 10  | 9  | 9  | 12 | 10 | DNS | DNF | 13 | 9  | 15 | 12 | 17 | 14 | 12 | 10 | 7  | 3  | DNF | 9  | 5   | 7  | 36     |
| 14.                             | E. Ocon   | 31  | 17  | 13  | 16  | 15  | 13  | 11  | 15  | 10  | 14  | DNF | 10 | 10 | 11 | 12 | 16  | 18  | 9  | 16 | 14 | 15 | 13 | 15 | 18 | 13 | 13 | 2  | 17  | 14 | DNF |    | 23     |
| 24.                             | J. Doohan | 61  |     |     |     |     |     |     |     |     |     |     |    |    |    |    |     |     |    |    |    |    |    |    |    |    |    |    |     |    |     | 15 | 0      |

| Legende  | Legende            | Legende                                                          |
| Farbe    | Abkürzung          | Bedeutung                                                        |
| -------- | ------------------ | ---------------------------------------------------------------- |
| Gold     | –                  | Sieg                                                             |
| Silber   | –                  | 2. Platz                                                         |
| Bronze   | –                  | 3. Platz                                                         |
| Grün     | –                  | Platzierung in den Punkten                                       |
| Blau     | –                  | Klassifiziert außerhalb der Punkteränge                          |
| Violett  | DNF                | Rennen nicht beendet (did not finish)                            |
| Violett  | NC                 | nicht klassifiziert (not classified)                             |
| Rot      | DNQ                | nicht qualifiziert (did not qualify)                             |
| Rot      | DNPQ               | in Vorqualifikation gescheitert (did not pre-qualify)            |
| Schwarz  | DSQ                | disqualifiziert (disqualified)                                   |
| Weiß     | DNS                | nicht am Start (did not start)                                   |
| Weiß     | WD                 | zurückgezogen (withdrawn)                                        |
| Hellblau | PO                 | nur am Training teilgenommen (practiced only)                    |
| Hellblau | TD                 | Freitags-Testfahrer (test driver)                                |
| ohne     | DNP                | nicht am Training teilgenommen (did not practice)                |
| ohne     | INJ                | verletzt oder krank (injured)                                    |
| ohne     | EX                 | ausgeschlossen (excluded)                                        |
| ohne     | DNA                | nicht erschienen (did not arrive)                                |
| ohne     | C                  | Rennen abgesagt (cancelled)                                      |
| ohne     | keine WM-Teilnahme |                                                                  |
| sonstige | P/fett             | Pole-Position                                                    |
| sonstige | 1/2/3/4/5/6/7/8    | Punktplatzierung im Sprint-/Qualifikationsrennen                 |
| sonstige | SR/kursiv          | Schnellste Rennrunde                                             |
| sonstige | *                  | nicht im Ziel, aufgrund der zurückgelegten Distanz aber gewertet |
| sonstige | ()                 | Streichresultate                                                 |
| sonstige | unterstrichen      | Führender in der Gesamtwertung                                   |